# 青木達之
青木 達之（あおき たつゆき、1966年8月15日 - 1999年5月2日）は、日本のミュージシャン、DJ。東京スカパラダイスオーケストラの元ドラマー。

## 略歴
1966年、東京都生まれ。慶應義塾普通部、慶應義塾高等学校を経て慶應義塾大学在学中の1987年にASA-CHANGの誘いでベースの川上と共に東京スカパラダイスオーケストラ加入。大学卒業後は講談社に入社していた。
1999年5月2日午後11時15分頃、東京都世田谷区豪徳寺の小田急小田原線豪徳寺駅の駅ホームにいた男性に「酔ってるのか！電車が来るぞ！」と叫ばれたが、青木は止める声も聴こえない状況のもと線路に侵入、豪徳寺駅から梅ヶ丘寄り70m先の線路上で仰向けに横たわっているところを、通過してきた相模大野発新宿行きの上り急行電車に轢かれ死亡した。遺書はなかったが、生活上の悩みを抱えていたことから警察はホームから飛び降り自殺をはかったとみている。墓所は多磨霊園。
彼の死を惜しむメンバーの声がDVD「SKA EVANGELISTS ON THE RUN TOKYO SKA PARADISE ORCHESTRA 1998-1999」に収録されている。

## 作品

### 参加作品

#### シングル
- アン・ルイス
  - JINGLE JUNGLE DANCE
- 小泉今日子
  - 丘を越えて
- 坂本龍一 featuring Sister M
  - The Other Side of Love
- 中谷美紀
  - 砂の果実
  - 天国より野蛮-WILDER THAN HEAVEN-

#### ミニアルバム
- oh! penelope
  - Photograph

#### アルバム
- 小沢健二
  - 『犬は吠えるがキャラバンは進む』
  - 『LIFE』
- 高野寛
  - 『Sorrow and Smile』
- 真心ブラザーズ
  - 『KING OF ROCK』
- ヤン富田
  - 『MUSIC FOR ASTRO AGE』
- routine
  - 『routine』

## 出演

### TV
- えびす温泉
- 竹中直人の恋のバカンス
- デカメロン